# Bitva u kunduraských olivových hájů
Bitva u kunduraských olivových hájů (nebo také u kunduroských olivových hájů) se odehrála v Messenii na Peloponésu na jaře roku 1205 mezi francouzskými křižáky a místními řeckými vládci. Skončila drtivým vítězstvím francouzských rytířů a zlomením řeckého odporu.
Poté, co účastníci čtvrté křížové výpravy 13. dubna 1204 dobyli Konstantinopolis a rozvrátili tak na čas Byzantskou říši, jejíž císařský dvůr odplul do Nikáje, se skupina pěti až sedmi set křižáků (z toho někteří rytíři) pod velením účastníků výpravy Viléma ze Champlitte a Geoffreye z Villehardouinu střetla s vojskem pěti tisíc peloponéských Řeků a Melingů (řeckých Slovanů), které vedl jistý Michael, ten bývá někdy identifikován jako Michael Komnenos Dukas, synovec byzantského císaře a budoucí zakladatel Epirského despotátu. Tato bitva rozhodla o osudu zbytku Peloponésu, který tak padl do křižáckých rukou a stal se následně základem nového křižáckého státu Achajské knížectví.

## Pozadí bitvy
Dne 13. dubna 1204 vojska čtvrté křížové výpravy dobyla Konstantinopol, hlavní město Byzantské říše. 

Mapa středověkého Peloponésu

Vůdce výpravy Bonifác z Montferratu, který byl vyšachován z možnosti stát se novým latinským císařem, dobyl Soluň a založil si zde svůj vlastní křižácký stát Soluňské království. Vilém ze Champlitte Bonifáce následoval a v dobytí Soluně mu pomohl. Poté pokračoval dále na jih, až dorazil do Morey. Zde se spojil s Geoffreyem z Villehardouinu, který se plavil do Messenie na své cestě z Palestiny.
Francouzští rytíři společně táhli za dobytím Peloponésu, známého nyní spíše jako Morea. Nejprve dobyli Messenii, kterou držel Jan Kantakouzenos. Vilém a Geoffrey poté obsadili všechna důležitá města na západním Peloponésu bez většího odporu. Řekové z Arkádie, Lakónie a Argolidy, které vedl Michael Komnenos Dukas, který byl toho času guvernérem Peloponésského thematu, a Michael Kantakouzenos, syn zesnulého Jana Kantakouzena, se pokusili křižákům postavit na odpor a jejich postup u kunduraských olivových hájů zastavit.

## Popis bitvy

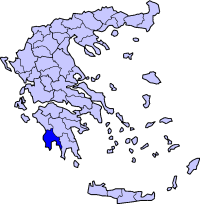
Messénie, hlavní oblast bitvy u kunduraských olivových hájů

Podle Morejské kroniky bylo Latinů (tj. franských křižáků) sedm set, zatímco „Byzantinců“ (Římanů, resp. byzantských Řeků i řeckých Slovanů) čtyři tisíce, jezdců i pěších řadových vojáků. Geoffrey z Villehardouinu, strýc křižáka Geoffreye, společníka Viléma ze Champlitte, ve své Kronice uvádí, že Michaelovo vojsko čítalo pět tisíc mužů, zatímco křižáků mělo být desetkrát méně. V každém případě, navzdory citelné početní nevýhodě francouzští rytíři bitvu vyhráli. Odpor Řeků byl zcela ochromen a vzápětí začala do křižáckých rukou padat jedna byzantská pevnost za druhou. Toho času Michael Komnenos Dukas, pokud byl bitvy přítomen, se poté stáhl do Epiru a založil zde Epirský despotát. Přesná poloha kunduraských olivových hájů je neznámá. Křižák a kronikář Geoffrey z Villehardouinu se zmiňuje, že místo bitvy bylo vzdáleno jeden den od pevnosti Modon (Methoni).

## Důsledky
Bitva u kunduraských olivových hájů byla rozhodující pro dobytí celého Peloponéského poloostrova křižáky. Po tomto vítězství pro křižáky v Morei už nic nepředstavovalo vážnou hrozbu. Vítězové byli v Arkadii přijati lidem i církví. Poslední ohniska odporu představovala obrana pevností v Nauplionu a Akrokorintu, které měl nyní pod kontrolou nezávislý zdejší despota Leo Sgouros. Vilém ze Champlitte poté vybudoval svůj křižácký stát Achajské knížectví, který s výjimkou benátských měst na pobřeží zabíral většinu Peloponésu.